# Luke Askew
Pour les articles homonymes, voir Askew.
Luke Askew est un acteur américain, né le 26 mars 1932 à Macon (Géorgie) et mort le 29 mars 2012 à Lake Oswego (Oregon).
Après avoir été militaire dans l'US Air Force, Luke Askew devient comédien et débute au cinéma en 1967. Deux ans plus tard, il est remarqué dans Easy Rider où il interprète le chef de la communauté hippie. Il poursuit ensuite une longue carrière d'acteur de seconds rôles, au cinéma et à la télévision. Il tient l'un de ses rares rôles principaux dans le western spaghetti Un tueur nommé Luke.

## Filmographie partielle
- 1967 : Que vienne la nuit (Hurry Sundown) d'Otto Preminger
- 1967 : Luke la main froide (Cool Hand Luke) de Stuart Rosenberg
- 1968 : Will Penny, le solitaire (Will Penny) de Tom Gries
- 1968 : La Brigade du diable (The Devil's Brigade) de Andrew V. McLaglen
- 1969 : Easy Rider de Dennis Hopper
- 1969 : Tueur de filles (Flareup) de James Neilson
- 1970 : Un tueur nommé Luke (La Notte dei serpenti) de Giulio Petroni
- 1972 : La Chevauchée des sept mercenaires (The Magnificent Seven Ride) de George McCowan
- 1973 : Pat Garrett et Billy le Kid (Pat Garrett & Billy the Kid) de Sam Peckinpah
- 1975 : La Brigade du Texas (Posse) de Kirk Douglas
- 1977 : Légitime Violence (Rolling Thunder) de John Flynn
- 1979 : Wanda Nevada de Peter Fonda
- 1982 : Les Entrailles de l'enfer (The Beast Within) de Philippe Mora
- 1988 : À l'épreuve des balles (Bulletproof) de Steve Carver
- 1989 : Back to Back de John Kincade (en)
- 1997 : Les Truands (Traveller) de Jack N. Green
- 1998 : Le Gang des Newton (The Newton Boys) de Richard Linklater
- 2001 : Emprise (Frailty) de Bill Paxton

## Télévision
- 1968-1973 : Mission Impossible (2 épisodes) :  Dawson / Victor Pietro Duchell
- 1978 : L'Homme qui valait trois milliards (The Six Million Dollar Man) (série télévisée) - saison 5, épisode 19 : Banner
- 1983 : K 2000 (saison 1, épisode 17 Une si jolie petite ville) : Ron Austin
- 1987 : MacGyver (saison 3, épisode 7 "Jack en détresse") : Warden Renfro